# Teora
Teora is een gemeente in de Italiaanse provincie Avellino (regio Campanië) en telt 1577 inwoners (31-12-2004). De oppervlakte bedraagt 23,1 km², de bevolkingsdichtheid is 68 inwoners per km². In 1980 werd Teora grotendeels verwoest door een aardbeving. Architect Giorgio Grassi stelde in 1982 een masterplan op voor de wederopbouw van de gemeente.

## Demografie
Teora telt ongeveer 603 huishoudens. Het aantal inwoners daalde in de periode 1991-2001 met 29,8% volgens cijfers uit de tienjaarlijkse volkstellingen van ISTAT.
| Jaar | Inwoneraantal |
| ---- | ------------- |
| 1991 | 2242          |
| 2001 | 1573          |

## Geografie
De gemeente ligt op ongeveer 660 meter boven zeeniveau.
Teora grenst aan de volgende gemeenten: Caposele, Conza della Campania, Lioni, Morra De Sanctis.